# دوغ بيرك (تنس)
دوغ بيرك (بالإنجليزية: Doug Burke)‏ مواليد 25 يوليو 1963 في جامايكا، هو لاعب كرة مضرب جامايكي سابق بدأ مسيرته كمحترف سنة 1986 وكان يلعب باليد اليمنى. أعلى تصنيف له في الفردي كان المركز الـ 175 في سنة 1988. أعلى تصنيف له في الزوجي كان المركز الـ 262 في سنة 1990.